# جزیره کرلو (استرالیای جنوبی)
جزیره کرلو (استرالیای جنوبی) (به انگلیسی: Curlew Island (South Australia)) یک منطقهٔ مسکونی در استرالیا است که در Spencer Gulf واقع شده‌است.